# Clinotaenia atlas
Clinotaenia atlas är en tvåvingeart som beskrevs av Munro 1957. Clinotaenia atlas ingår i släktet Clinotaenia och familjen borrflugor. Inga underarter finns listade i Catalogue of Life.